# Râul Valea Mare, Horezu
Râul Valea Mare este un curs de apă, afluent al râului Horezu. 